# Ромоданово (село, Старожиловский район)
Ромоданово — село в Старожиловском районе Рязанской области России, входит в состав Старожиловского городского поселения.

## География
Село расположено в 12 км на северо-запад от райцентра рабочего посёлка Старожилово. 

## История
Ромоданово в качестве сельца упоминается в писцовых и платежных книгах 1628 и 1629 годов, где оно записано за Никитой Яковлевичем Ромодановым. Казанская церковь в селе построена в 1673 году. В 1822 году вместо ветхой деревянной княгиней Анастасией Ивановной Несвицкой построена была каменная Казанская церковь с Предтеченским приделом. Тогда же была построена колокольня. В приходе имелись: церковно-приходская школа в селе Ромоданове и школа грамоты в деревне Шакшине. Церковно-приходская школа помещалась в церковном доме, на содержание ее выделялось от Пронского Уездного Отделения 30 рублей и от прихожан 20 рублей. В 1915 году в ней обучалось 20 мальчиков и 30 девочек.

## Население
| 1859 | 1897 | 1906 | 2010 | 2023 |
| ---- | ---- | ---- | ---- | ---- |
| 554  | ↗711 | ↗875 | ↘19  | ↘10  |

## Достопримечательности
В селе расположена недействующая каменная церковь Казанской иконы Божией Матери, построенная в 1822 году. 